# Quesnelia seideliana
Quesnelia seideliana är en gräsväxtart som beskrevs av Lyman Bradford Smith och Raulino Reitz. Quesnelia seideliana ingår i släktet Quesnelia och familjen Bromeliaceae. Inga underarter finns listade i Catalogue of Life.

## Bildgalleri

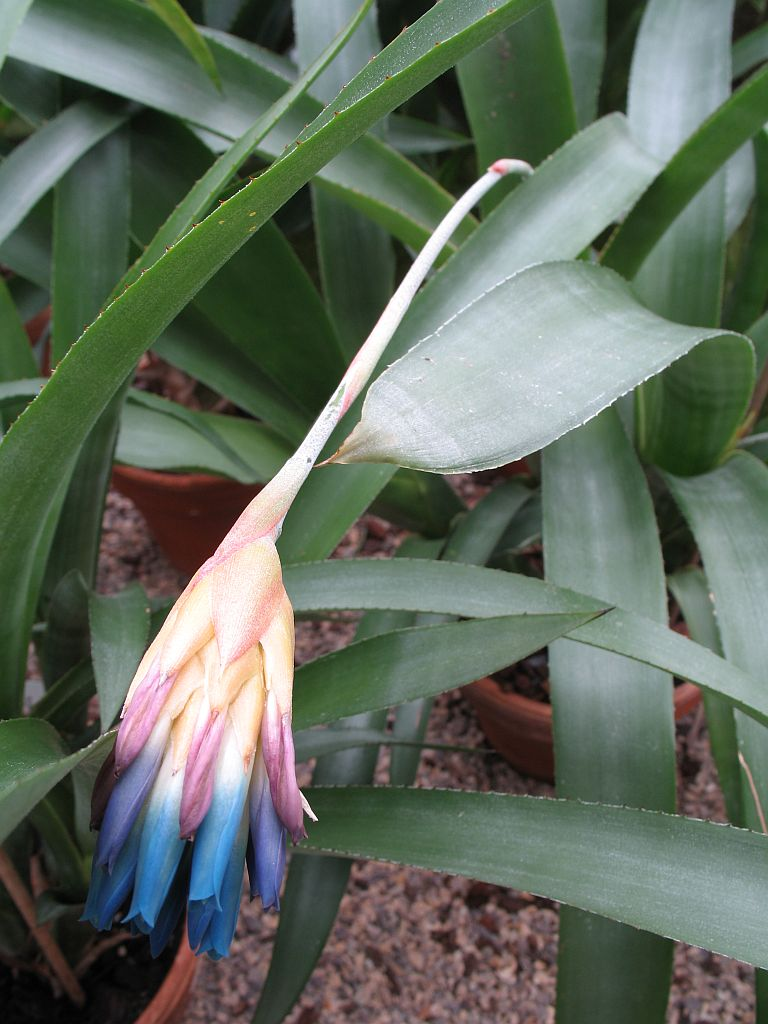
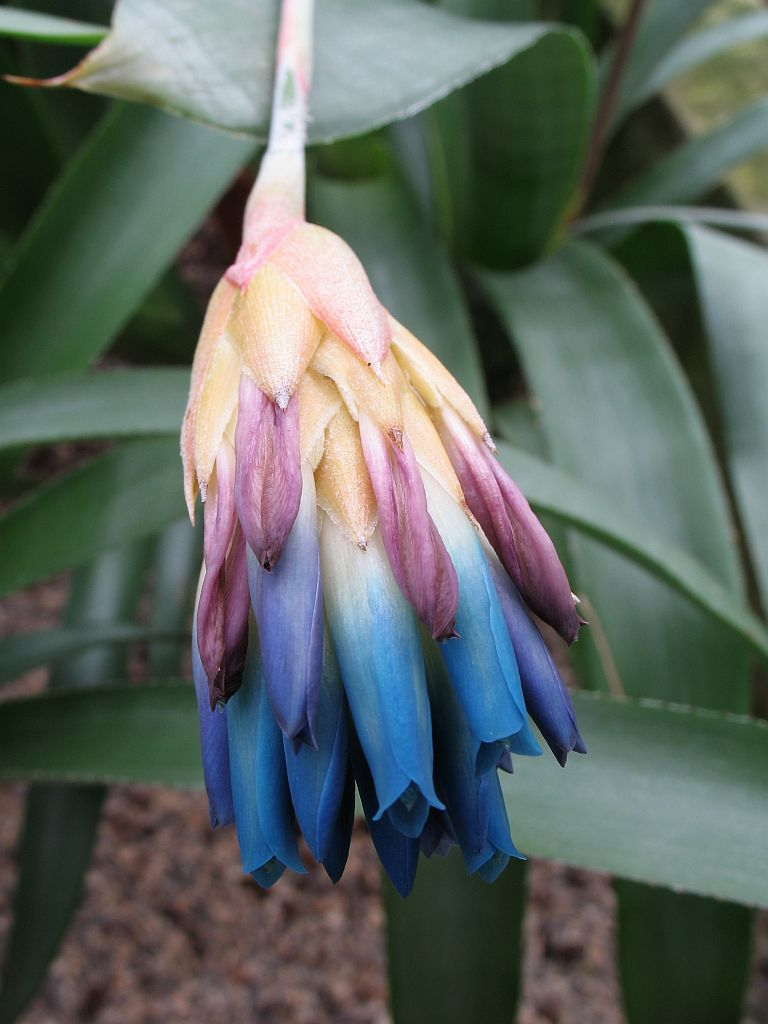
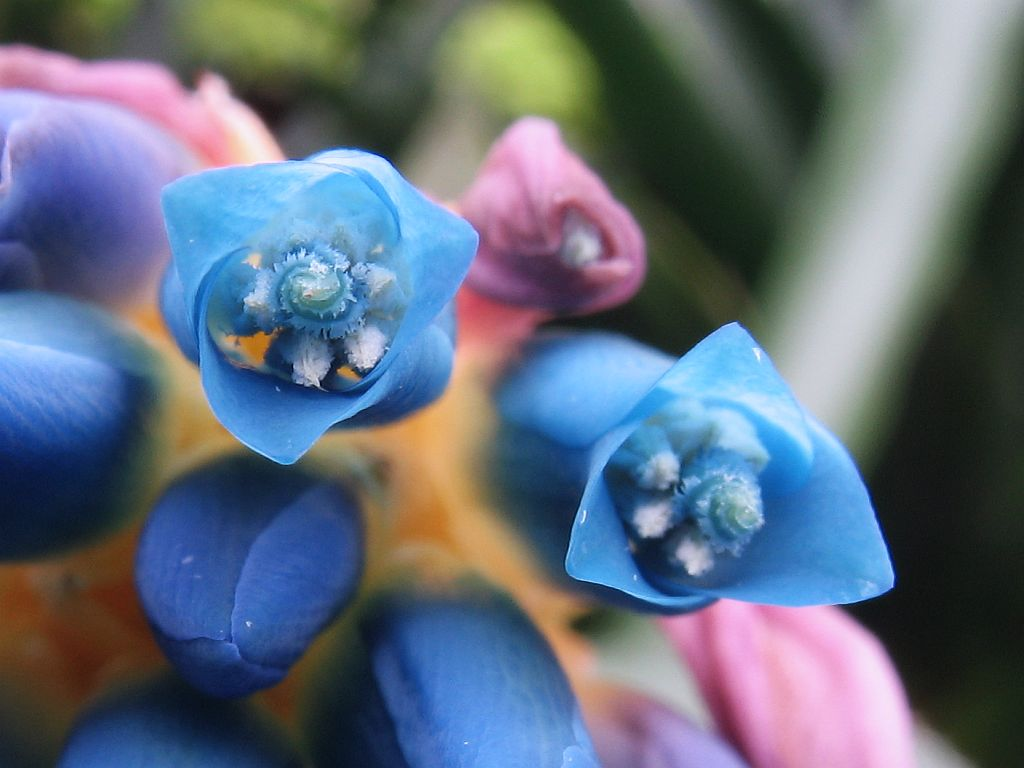